# Schutzschirmverfahren
Das Schutzschirmverfahren (§ 270d der Insolvenzordnung) ist eine besondere Verfahrensart des deutschen Insolvenzrechts. Es verbindet die vorläufige Eigenverwaltung mit dem Ziel der frühzeitigen Vorlage eines Insolvenzplans, um hierdurch eine Sanierung von Unternehmen zu erleichtern. Das Schutzschirmverfahren wurde – wie auch die in § 270a Insolvenzordnung geregelte vorläufige Eigenverwaltung – zum 1. März 2012 durch das Gesetz zur weiteren Erleichterung der Sanierung von Unternehmen (ESUG) in die Insolvenzordnung aufgenommen, wobei das Gesetz zum Teil auf einer EU-Verordnung aus dem Jahre 2000 basiert. Wenngleich die Eigenverwaltung gerade in größeren Insolvenzen durchaus erhebliche Bedeutung hat, spielt das Schutzschirmverfahren in der Praxis nur eine untergeordnete Rolle.

## Verfahren
Das Schutzschirmverfahren stellt eine besondere Variante der Eigenverwaltung mit dem Ziel der Vorlage eines Insolvenzplans dar. Um das Schutzschirmverfahren in Anspruch nehmen zu können, bedarf es einer frühzeitigen Antragsstellung und fundierten Begründung durch das Unternehmen. Hauptkriterien sind die Liquidität des Unternehmens und die grundsätzliche Aussicht auf eine erfolgreiche Sanierung.
Als wesentlicher Unterschied zum regulären Insolvenzverfahren oder zur normalen Eigenverwaltung ist der Sachwalter im Schutzschirmverfahren vom Unternehmen weitgehend frei wählbar. Eine Ablehnung durch das Gericht kann nur aufgrund einer mangelnden Eignung erfolgen, beispielsweise bei fehlender Unabhängigkeit oder völlig fehlender Erfahrung.
Am Ende des Schutzschirmverfahrens steht entweder die fristgerechte Vorlage des Insolvenzplans oder die Aufhebung bzw. Beendigung des Schutzschirmverfahrens. In beiden Fällen entscheidet das Insolvenzgericht über die Eröffnung des Insolvenzverfahrens.

### Voraussetzungen
Die Insolvenzordnung nennt – neben einem Schutzschirmantrag – folgende Eintrittsvoraussetzungen für den Zugang eines insolventen Unternehmens zum Schutzschirmverfahren (vgl. § 270d Abs. 1 Insolvenzordnung):
- Im Zeitpunkt der Antragstellung liegen lediglich die Insolvenzgründe der drohenden Zahlungsunfähigkeit und/oder Überschuldung, nicht jedoch bereits die Zahlungsunfähigkeit des insolventen Unternehmens vor.
- Das insolvente Unternehmen hat die Eigenverwaltung beantragt.
- Die beabsichtigte Sanierung darf nicht offensichtlich aussichtslos sein.
- Mit dem Antrag wird eine mit Gründen versehene Bescheinigung eines in Insolvenzsachen erfahrenen Steuerberaters, Wirtschaftsprüfers oder Rechtsanwalts oder einer Person mit vergleichbarer Qualifikation vorgelegt, aus der sich ergibt, dass drohende Zahlungsunfähigkeit oder Überschuldung, aber keine Zahlungsunfähigkeit vorliegt und die angestrebte Sanierung nicht offensichtlich aussichtslos ist.

Das Nichtvorliegen von Zahlungsunfähigkeit und vor allem die eine gewisse Vorlaufzeit erfordernde Bescheinigung eines Insolvenzexperten stellen in der Praxis hohe Hürden dar, was letztlich dazu beiträgt, dass viele sanierungsbedürftige Unternehmen anstelle des Schutzschirmverfahrens die (einfache) vorläufige Eigenverwaltung gemäß § 270a Insolvenzordnung als Verfahrensart beantragen.

### Rechtswirkungen
Liegen die Voraussetzungen vor, so bestimmt das Insolvenzgericht die vom insolventen Unternehmen beantragte Frist von bis zu drei Monaten für die Vorlage eines Insolvenzplans. Innerhalb dieser Frist darf das Insolvenzverfahren noch nicht eröffnet werden. Zudem ordnet das Insolvenzgericht die vorläufige Eigenverwaltung an und bestellt einen vorläufigen Sachwalter.
Das Schutzschirmverfahren bietet hierbei folgende Vorteile bzw. zusätzlichen Rechtswirkungen für insolvente Unternehmen:
- Das Insolvenzgericht hat einen vom insolventen Unternehmen vorgeschlagenen vorläufigen Sachwalter zu bestellen, es sei denn die vorgeschlagene Person ist offensichtlich ungeeignet (vgl. § 270b Abs. 2 Insolvenzordnung).
- Das Insolvenzgericht hat auf Antrag des insolventen Unternehmens anzuordnen, dass das Unternehmen zur Begründung von Masseverbindlichkeiten ermächtigt ist (§ 270b Abs. 3 Insolvenzordnung).
- Das Insolvenzgericht ordnet auf Antrag des insolventen Unternehmens einen Vollstreckungsstopp an (§ 270b Abs. 2 Insolvenzordnung).

### Gläubigerausschuss
Zudem hat das Insolvenzgericht einen vorläufigen Gläubigerausschuss nach § 21 Absatz 2 Nummer 1a einzusetzen, wenn das insolvente Unternehmen im vorangegangenen Geschäftsjahr mindestens zwei der drei nachstehenden Merkmale erfüllt hat:
1. mindestens 6.000.000 Euro Bilanzsumme nach Abzug eines auf der Aktivseite ausgewiesenen Fehlbetrags im Sinne des § 268 Absatz 3 des Handelsgesetzbuchs;
2. mindestens 12.000.000 Euro Umsatzerlöse in den zwölf Monaten vor dem Abschlussstichtag;
3. im Jahresdurchschnitt mindestens 50 Arbeitnehmer.